# Casa das Tias de Vitorino Nemésio

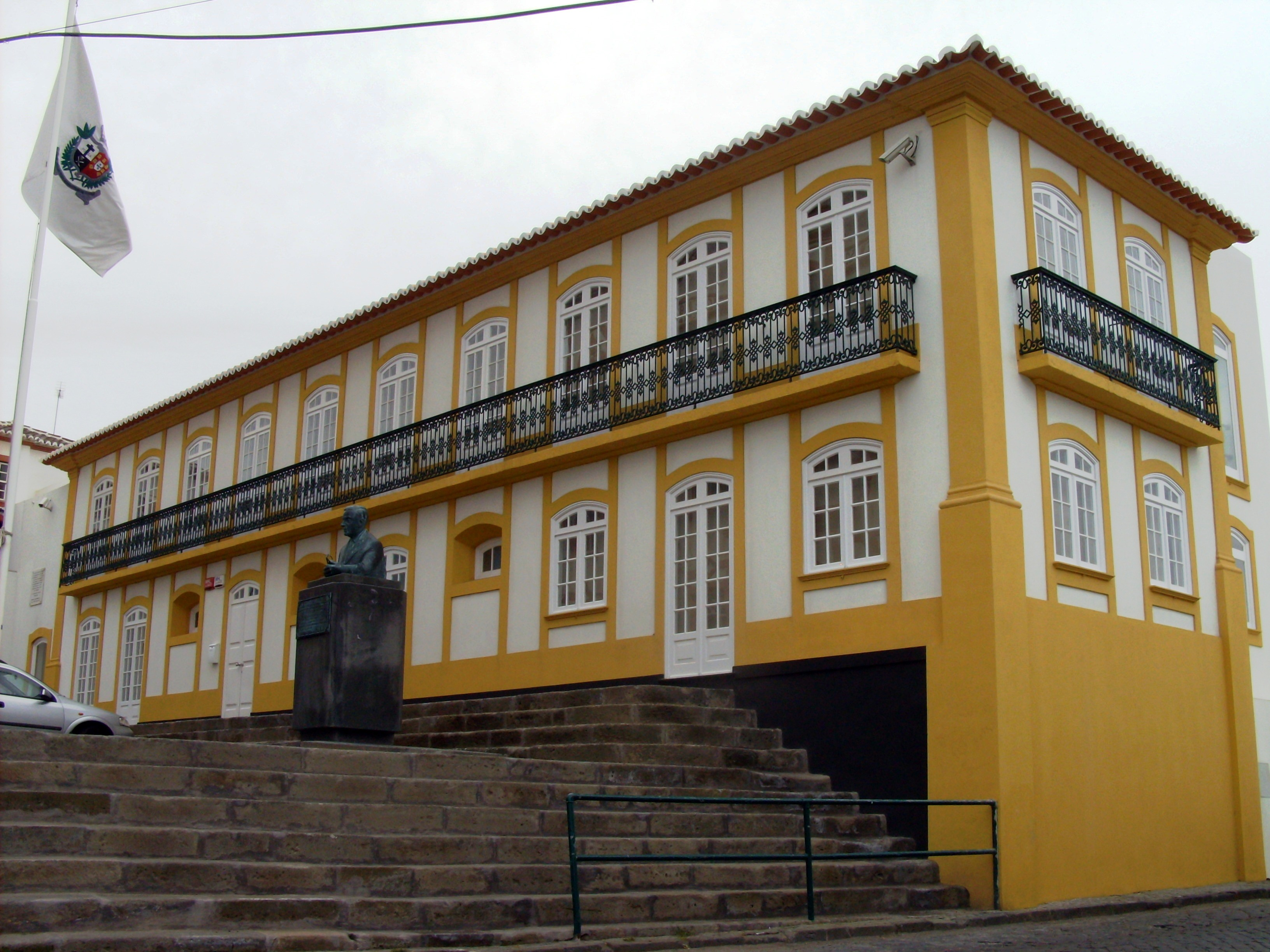
Casa das tias de Vitorino Nemésio, Praia da Vitória, Ilha Terceira, Açores.

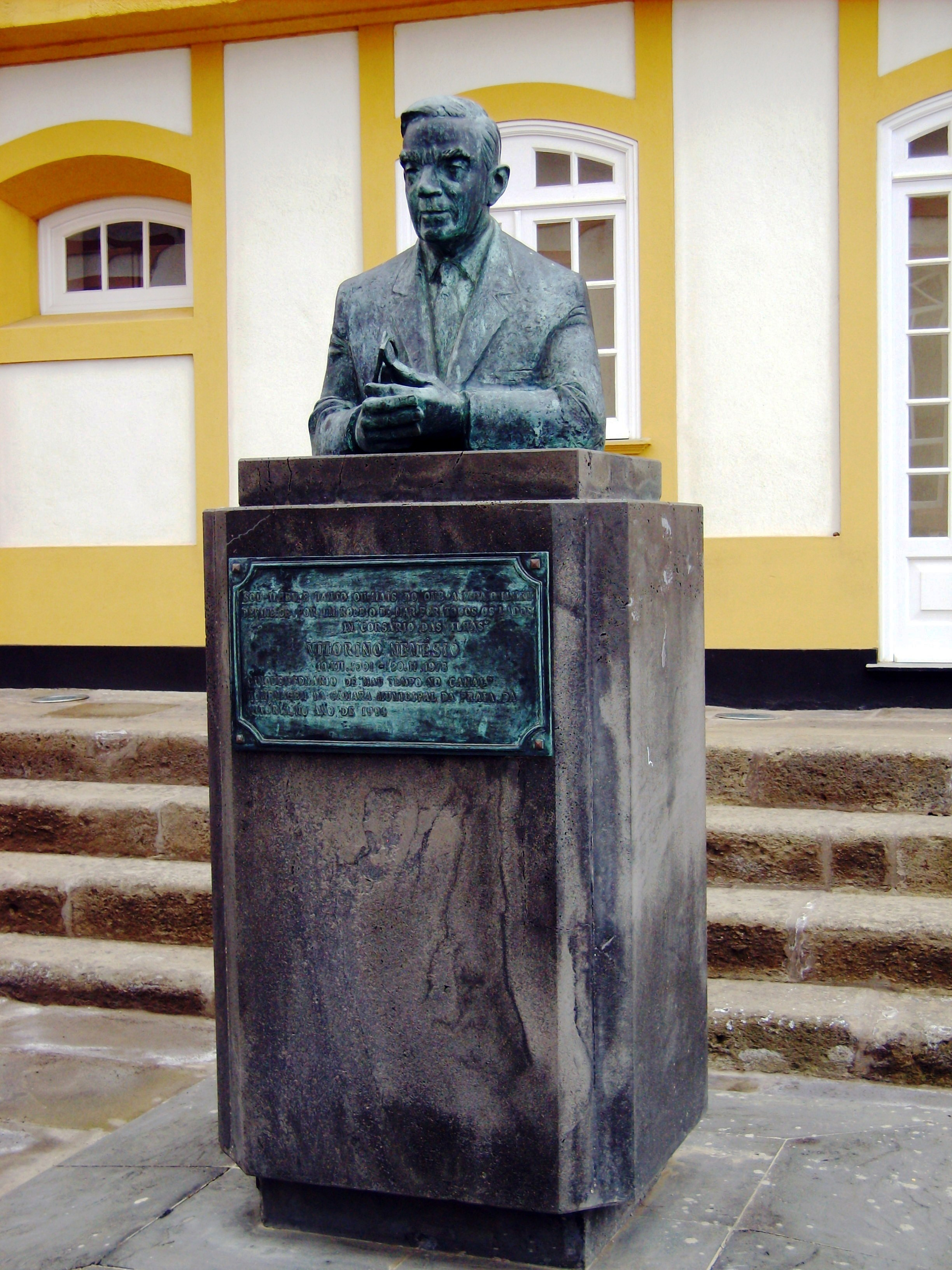
Busto de Vitorino Nemésio.

A Casa das Tias de Vitorino Nemésio localiza-se em frente à Igreja do Senhor Santo Cristo das Misericórdias, na freguesia de Santa Cruz, concelho da Praia da Vitória, na ilha Terceira, na Região Autónoma dos Açores, em Portugal. Foi aqui que o escritor açoriano Vitorino Nemésio passou parte da sua infância e juventude.

## História
Trata-se de um edifício que remonta ao século XVIII. Foi pertença de Ivo Mendes que, no século XIX, o vendeu à família de Vitorino Nemésio, na pessoa das irmãs e suas tias, D. Augusta e D. Júlia Mendes. Foi reconstruído após o terramoto de 1841.
Nesta casa residiram as tias de Nemésio, senhoras que lhe pagaram os estudos universitários visto os pais do jovem Nemésio serem de condição relativamente humilde e não terem posses para arcarem com esse ónus. O pai de Nemésio, funcionário público lotado na Câmara Municipal da Praia da Vitória, tinha morada própria, era professor de música e chegou a ter um estabelecimento comercial.
A mãe de Nemésio, D. Maria da Glória, era filha da D. Rita Mendes, e irmã de D. Júlia e de D. Augusta. Após a morte do marido, e como se encontrava só, visto o filho estar fora da ilha, recolheu-se à casa das irmãs. Para muitos estudiosos da vida do escritor, deve ser neste sentido que se deve entender que as "tias" ajudaram o autor de "Mau Tempo no Canal".
Na posse das tias de Nemésio, a casa foi usada como moradia, mas também, devido às suas dimensões, como apoio à comunidade. Por alturas do Verão, as lojas do andar de baixo eram emprestadas a pescadores que, nos meses de junho e julho, vinham da ilha do Pico para Praia da Vitória a negócios.
Anos mais tarde, o pavimento térreo da casa sediou uma fábrica de pirulitos, a "Fábrica de Pirolitos Pinto".
Na década de 1960 alojou uma escola primária que deixou de funcionar por volta de 1973–1974.
Já quase nos finais do século XX foi adquirida pela autarquia local que planeou ali instalar algo que dignificasse o imóvel. Isso só veio a materializar-se em abril de 2009, após obras de restauro de grande vulto.
Atualmente alberga a Biblioteca Pública Silvestre Ribeiro, no piso inferior, e a sede da Assembleia Municipal, na parte superior.
Em 1994, frente à Casa das Tias foi inaugurado um busto do escritor, da autoria do escultor Álvaro Raposo França.

## A Biblioteca Pública Silvestre Ribeiro

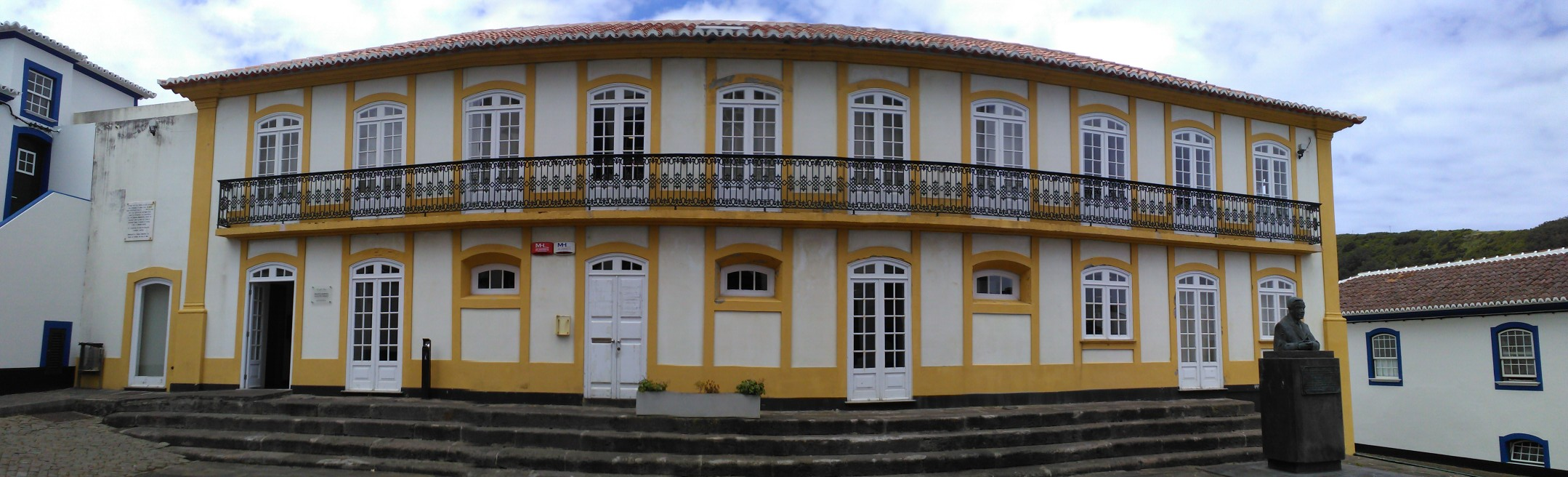
Casa das tias de Vitorino Nemésio, Praia da Vitória, Ilha Terceira, Açores.

A biblioteca foi criada em 1876 por José Silvestre Ribeiro, sob a égide das Bibliotecas Populares, tendo sido reorganizada em 1907 no contexto das comemorações do centenário do nascimento de seu criador.
Esteve instalada no edifício da praça Francisco Ornelas da Câmara até 2009. Nesse ano, a 22 de abril, foram inauguradas as suas atuais instalações na Casa das Tias de Vitorino Nemésio.
O seu fundo bibliográfico é constituído por cerca de 25.000 obras, DVDs, CDs e fitas de VHS, além de 50 publicações periódicas recebidas mensalmente.

## Características
Exemplar de arquitetura civil, a casa possui dois pisos e varanda de ferro forjado, com traça tradicional da Arquitectura do Ramo Grande.
O rés-do-chão possui duas salas de livre acesso da biblioteca, uma para adultos (leitura de periódicos, serviço de referência, serviço de empréstimo e acesso à Internet), e outra para o público infanto-juvenil (serviço de referência e serviço multimédia).
No primeiro piso, encontram-se um auditório destinado à Assembleia Municipal, o depósito de reservados, o gabinete de coordenação, a sala de tratamento documental e uma sala de apoio.